# Movistar Open 1998
Il Movistar Open 1998 è stato un torneo di tennis giocato sulla terra rossa. È stata la 6ª edizione del Movistar Open, che fa parte della categoria International Series nell'ambito dell'ATP Tour 1998. Si è giocato al Centro de Tenis Las Salinas di Viña del Mar in Cile, dal 9 al 15 novembre 1998.

## Campioni

### Singolare
Francisco Clavet ha battuto in finale  Younes El Aynaoui con il punteggio di 6–2, 6–4

### Doppio
Mariano Hood /  Sebastián Prieto hanno battuto in finale  Massimo Bertolini /  Devin Bowen con il punteggio di 7–6(3) 6(5)–7 7–6(4)